# Theodor Neubauer

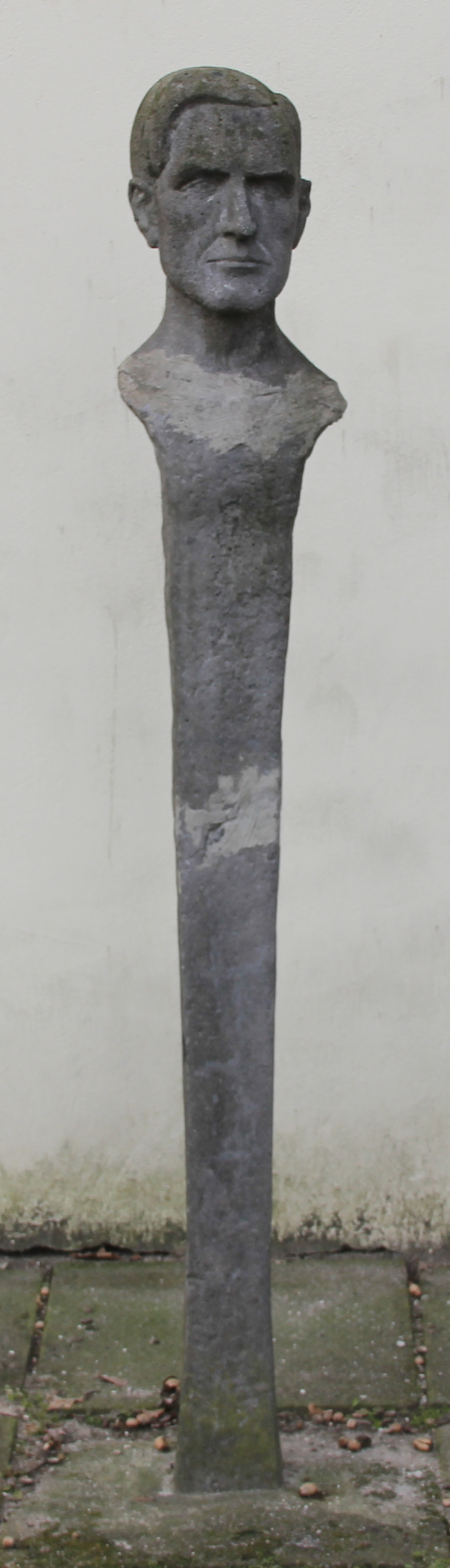
Monumento en honor a Theodor Neubauer en Berlin-Friedrichshagen

Theodor Neubauer (n. Ermschwerdt, 12 de febrero de 1890 - f.  Brandenburg-Görden; 5 de febrero de 1945) fue un doctor en Historia y Lingüística de Alemania, miembro del ala izquierda del Partido Democrático Alemán (KPD) que encabezó un grupo de resistencia civil al régimen de Hitler.
Theodor Neubauer, nació en Ermschwerdt, estudió en el Gymnasium Humanista de Erfurt entre 1901 y 1910, asistió a la Universidad de Jena en Berlín obteniendo un doctorado en Historia y Lenguas modernas en 1913. Ejerció como catedrático en el Gymnasium Reina Luisa por un corto tiempo hasta que estalló la Primera Guerra Mundial. Se enroló en el Ejército imperial alemán, fue exonerado después de una intoxicación por gas del mismo en 1917 antes de que terminara la guerra con el grado de teniente.
Se unió al Partido Democrático Alemán en 1919 y luego pasó al ala izquierda del mismo, el USPD sirviendo como representante en el estado de Turingia desde 1921 hasta 1924. Vuelve a trabajar como profesor en el Gymnasium Reina Luisa y se adhiere a la huelga general en contra del golpe de Kapp, perdiendo su empleo y sus partidarios le consiguen empleo en Ruhla donde es elegido representante del partido por Turingia y editor del periódico izquierdista Freiheit.  
Sirve como representante del Partido Comunista Social Demócrata Independiente en el Reichstag hasta 1933. Estando en esa posición rivalizó con los nazis por el cupo de escaños quedando expuesta su seguridad personal cuando estos ganaron el poder.
En efecto, en agosto de 1933, fue detenido por la policía, encarcelado y juzgado como opositor y enviado a los campos de concentración de Lichtenburg y Buchenwald donde enfermó gravemente en 1934, fue liberado de la prisión de Plötzensee bajo amnistía en 1939. Junto a Magnus Poser, establece en 1942 en Turingia, un grupo de resistencia pasiva en torno a su figura compuesto principalmente por socialistas y comunistas alemanes elaborando y distribuyendo panfletos y folletos contrarios al régimen de Hitler.
Theodor Neubauer fue detenido por la Gestapo en julio de 1943, llevado a una prisión en Brandeburgo, condenado a muerte en enero de 1945 por la llamada "Corte del Pueblo" (Volksgerichtshof) por los cargos de alta traición y de proporcionar información al enemigo siendo ejecutado mediante guillotinamiento el 5 de febrero de 1945.

## Resistencia
1. ↑  Theodor Neubauer

- Datos: Q121509
- Multimedia: Theodor Neubauer / Q121509